# Comté d'Eastland
Le comté d'Eastland, en anglais : Eastland County, est un comté situé dans le centre de l'État du Texas aux États-Unis. Fondé le 1er février 1858, son siège de comté est la ville d'Eastland. Selon le recensement de 2020, sa population est de 17 725 habitants. Le comté a une superficie de 2 414 km2, dont 2 398 km2 dont la presque totalité en surfaces terrestres. Il porte le nom de William Mosby Eastland, un soldat de la révolution texane.

## Organisation du comté
Le comté est fondé le 1er février 1858, à partir de terres des comtés de Palo Pinto, de Bosque et de Coryell. Après plusieurs réorganisations foncières, il est définitivement organisé et autonome le 2 décembre 1873.
Il est baptisé à la mémoire du capitaine des Texas Rangers William Mosby Eastland, seul officier à être mort à la suite de l'exécution dite du Black Bean lors de l'expédition de Mier (en),,

## Comtés voisins
| Comté de Shackelford | Comté de Stephens | Comté de Palo Pinto |
| Comté de Callahan    | comté d'Eastland  | Comté d'Erath       |
|                      | Comté de Brown    | Comté de Comanche   |

## Démographie
Lors du recensement de 2010, le comté comptait une population de 18 583 habitants. En 2017, la population est estimée à 18 411 habitants.
| Groupes           | Comté d'Eastland | Texas | États-Unis |
| ----------------- | ---------------- | ----- | ---------- |
| Blancs            | 89,9             | 70,4  | 72,4       |
| Autres            | 5,8              | 10,6  | 6,4        |
| Afro-Américains   | 1,8              | 11,9  | 12,6       |
| Métis             | 1,6              | 2,5   | 2,7        |
| Amérindiens       | 0,7              | 0,7   | 0,9        |
| Asiatiques        | 0,3              | 3,8   | 4,8        |
| Total             | 100              | 100   | 100        |
|                   |                  |       |            |
| Latino-Américains | 14,4             | 37,6  | 16,7       |

Pyramide des âges du comté d'Eastland (2000).

Selon l'American Community Survey pour la période 2011-2015, 89,86 % de la population âgée de plus de 5 ans déclare parler l'anglais à la maison, 9,11 % déclare parler l'espagnol et 1,03 % une autre langue.
| Indicateur                             | Comté d'Eastland | États-Unis |
| -------------------------------------- | ---------------- | ---------- |
| Personnes de moins de 5 ans            | 5,8 %            | 6,1 %      |
| Personnes de moins de 18 ans           | 21,5 %           | 22,6 %     |
| Personnes de plus de 65 ans            | 21,8 %           | 15,6 %     |
| Femmes                                 | 50,3 %           | 50,8 %     |
| Personnes par foyer                    | 2,69             | 2,64       |
| Vétérans                               | 7,9 %            | 8,0 %      |
| Personnes nées étrangères à l'étranger | 3,9 %            | 13,2 %     |
| Personnes sans assurance maladie       | 20,8 %           | 10,2 %     |
| Personnes avec un handicap             | 14,5 %           | 8,6 %      |
| Revenus annuels                        | 20 433 $         | 29 829 $   |
| Personnes sous le seuil de pauvreté    | 16,8 %           | 12,3 %     |
| Diplômés du lycée                      | 83,0 %           | 87,0 %     |
| Diplômés de l'université               | 12,7 %           | 30,3 %     |